# Takamasa Ōe
Pour les articles homonymes, voir Oe.
Takamasa Ōe (大江崇允, Ōe Takamasa), né en 1981 à Ikeda, dans la préfecture d'Osaka (Japon), est un réalisateur et scénariste japonais.

## Biographie
Takamasa Ōe étudie les arts du théâtre à l'université Kindai, puis écrit et met en scène plusieurs pièces. Depuis 2018, il travaille également comme scénariste pour le cinéma et la télévision.
En 2019, il fait ses débuts en tant que réalisateur de long métrage avec Asurīto: Ore ga kare ni oboreta hibi. En 2021, Takamasa Ōe et Ryūsuke Hamaguchi remportent le prix du scénario au Festival de Cannes pour Drive My Car de Ryūsuke Hamaguchi. L'année suivante, ils sont nommés pour ce même film pour l'Oscar du meilleur scénario adapté.

## Filmographie sélective

### Scénariste

#### Au cinéma
- 2021 : Drive My Car (ドライブ・マイ・カー?) de Ryūsuke Hamaguchi

#### À la télévision
- 2021 : The Naked Director (全裸監督, Zenra kantoku?), série télévisée, 8 épisodes

### Réalisateur
- 2019 : Athlete: Ore ga kare ni oboreta hibi (アスリート 俺が彼に溺れた日々?)

## Distinctions

### Récompenses
- Festival de Cannes 2021 : prix du scénario pour Drive My Car (conjointement avec Ryūsuke Hamaguchi)[2]

### Nominations
- Oscars 2022 : meilleur scénario adapté pour Drive My Car (conjointement avec Ryūsuke Hamaguchi)[3]